# L'Obsédé (film, 1949)
Pour les articles homonymes, voir L'Obsédé.
Pour plus de détails, voir Fiche technique et Distribution.
L'Obsédé (titre original : Obsession) est un film britannique en noir et blanc réalisé par Edward Dmytryk, sorti en 1949.

## Synopsis
Lorsque le psychiatre londonien Clive Riordan découvre que sa femme a une liaison avec l’Américain Bill Kronin, il décide d'enfermer l'amant dans la pièce cachée d'une vieille habitation désaffectée située à proximité de son cabinet. Il l'enchaîne au pied. Tous les jours, le docteur remplit dans son cabinet une bouillotte d'eau qu'il cache dans sa sacoche puis qu'il va déverser dans la baignoire de la cachette car il a l'intention de noyer Bill puis de dissoudre son corps avec de l’acide, commettant ainsi le crime parfait.
Le plan du docteur Riordan se déroule bien jusqu'à ce que le caniche de sa femme s'échappe, suit la trace du docteur et trouve l’entrée de la cachette. Bill parvient à se saisir du chien. Le docteur ne peut le lui reprendre de crainte que Bill ne s'attaque à lui. En l'absence du docteur, Bill, dont la longueur de la chaine l'empêche d’atteindre la baignoire, apprend chaque jour au caniche comment tirer sur la chainette du bouchon de la baignoire afin de la vider de son eau.

## Fiche technique
- Titre original : Obsession
- Titre français : Obsession
- Titre belge : Scotland Yard en échec
- Réalisation : Edward Dmytryk
- Scénario : Alec Coppel, d'après son roman A man about a dog (en) (1947) (titre américain : Over the Line)
- Photographie : C.M. Pennington-Richards
- Musique : Nino Rota
- Direction musicale : Louis Levy
- Producteur : Nat A. Bronstein, Kenneth Horne
- Société de production : Independent Sovereign Films
- Société de distribution : General Film Distributors
- Pays de production :  Royaume-Uni
- Langue d'origine : anglais
- Format : noir et blanc — 35 mm — 1,37:1 — son : mono
- Genre : drame, thriller, policier
- Durée : 96 minutes
- Dates de sortie :
  - Royaume-Uni : 3 août 1949
  - France : 24 janvier 1951
- Affiche : Roger Rojac (France)

## Distribution
- Robert Newton : Dr Clive Riordan
- Phil Brown : Bill Kronin
- Sally Gray : Storm Riordan
- Naunton Wayne : Finsbury
- James Harcourt : Aitkin
- Ronald Adam : Clubman
- Allan Jeayes : Clubman
- Olga Lindo : Mme Humphries

## Distinctions
Le film a été présenté en sélection officielle en compétition au Festival de Cannes 1949.